# Volodymyr (Oračov)
Volodymyr (světským jménem: Stanislav Mykolajovyč Oračov; * 8. září 1973, Luhansk) je ukrajinský duchovní Ukrajinské pravoslavné církve Moskevského patriarchátu, arcibiskup a metropolita kamjanský a caryčanský.

## Život
Narodil se 8. září 1973 v Luhansku.
Po střední škola nastoupil na Luhanskou uměleckou školu studovat malbu.
Od roku 1989 byl hypodiákonem luhanského biskupa Ioannikije (Kobzeva).
Dne 24. dubna 1992 byl rukopoložen na diákona a 15. září postřižen na monacha se jménem Volodymyr na počest svatého mučedníka Vladimira (Bogojavlenského). Stejného roku začal studovat na Kyjevském duchovním semináři.
Dne 7. ledna 1994 byl rukopoložen na jeromonacha a ustanoven sekretářem biskupa.
Dne 21. května 1994 byl povýšen na igumena a 17. dubna 1996 na archimandritu.
Roku 1996 nastoupil na Kyjevskou duchovní akademii.
Byl duchovním katedrálního chrámu svatých Petra a Pavla v Luhansku.
Dne 17. listopadu 2008 jej Svatý synod Ukrajinské pravoslavné církve zvolil biskupem kremenčuckým a lubenský. Dne 22. listopadu 2008 proběhla jeho biskupská chirotonie. Hlavním světitelem byl metropolita kyjevský a celé Ukrajiny Volodymyr (Sabodan).
Dne 24. listopadu 2009 byl jmenován biskupem roveňskovským a vikářem luhanské eparchie.
Dne 23. prosince 2010 se stal biskup dniprodzeržynským a caryčanským.
Dne 17. srpna 2015 byl povýšen na arcibiskupa a 20. července 2016 mu byl změněn titul na kamjanský a caryčanský.
Dne 17. srpna 2020 byl povýšen na metropolitu.